# Lentillac-du-Causse
Lentillac-du-Causse ist eine französische Gemeinde mit 108 Einwohnern (Stand 1. Januar 2022) im Département Lot in der Region Okzitanien. Sie gehört zum Kanton Causse et Vallées und zum Arrondissement Gourdon.
Nachbargemeinden sind Sénaillac-Lauzès im Norden, Orniac im Osten, Cabrerets im Süden und Sabadel-Lauzès im Westen.

## Bevölkerungsentwicklung
| Jahr      | 1962 | 1968 | 1975 | 1982 | 1990 | 1999 | 2008 | 2018 |
| --------- | ---- | ---- | ---- | ---- | ---- | ---- | ---- | ---- |
| Einwohner | 134  | 119  | 101  | 108  | 103  | 91   | 107  | 103  |

## Sehenswürdigkeiten

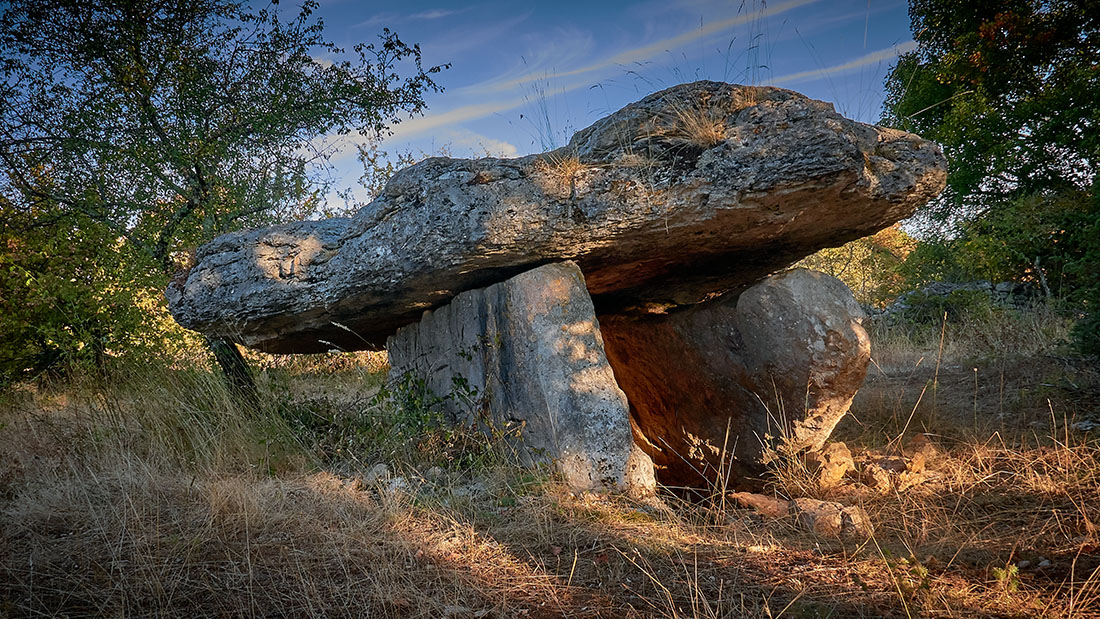
Dolmen de Peyrelavade

- Dolmen de Peyrelavade